# Culicoides brasilianus
Culicoides brasilianus är en tvåvingeart som beskrevs av Oswaldo Paulo Forattini 1956. Culicoides brasilianus ingår i släktet Culicoides och familjen svidknott. Inga underarter finns listade i Catalogue of Life.